# تشاو جي
تشاو جي (بالصينية: 赵霁) هي مخرجة وممثلة صينية، ولدت في 28 أكتوبر 1987 في زيبو في الصين.